# Вилар Пероза
Вила̀р Перо̀за (на италиански: Villar Perosa; на пиемонтски: 'l Vilar 'd Perousa, ъл Вилар ъд Пероуза, на окситански: lhi Vialars, ли Виаларс) е малък град и община в Метрополен град Торино, регион Пиемонт, Северна Италия. Разположен е на 489 m надморска височина. Към 1 януари 2020 г. населението на общината е 3990 души, от които 255 са чужди граждани.